# Чентро I (Гросето)
Чентро I је насеље у Италији у округу Гросето, региону Тоскана.
Према процени из 2011. у насељу је живело 27 становника. Насеље се налази на надморској висини од 10 м.